# 中村豊 (トレーナー)

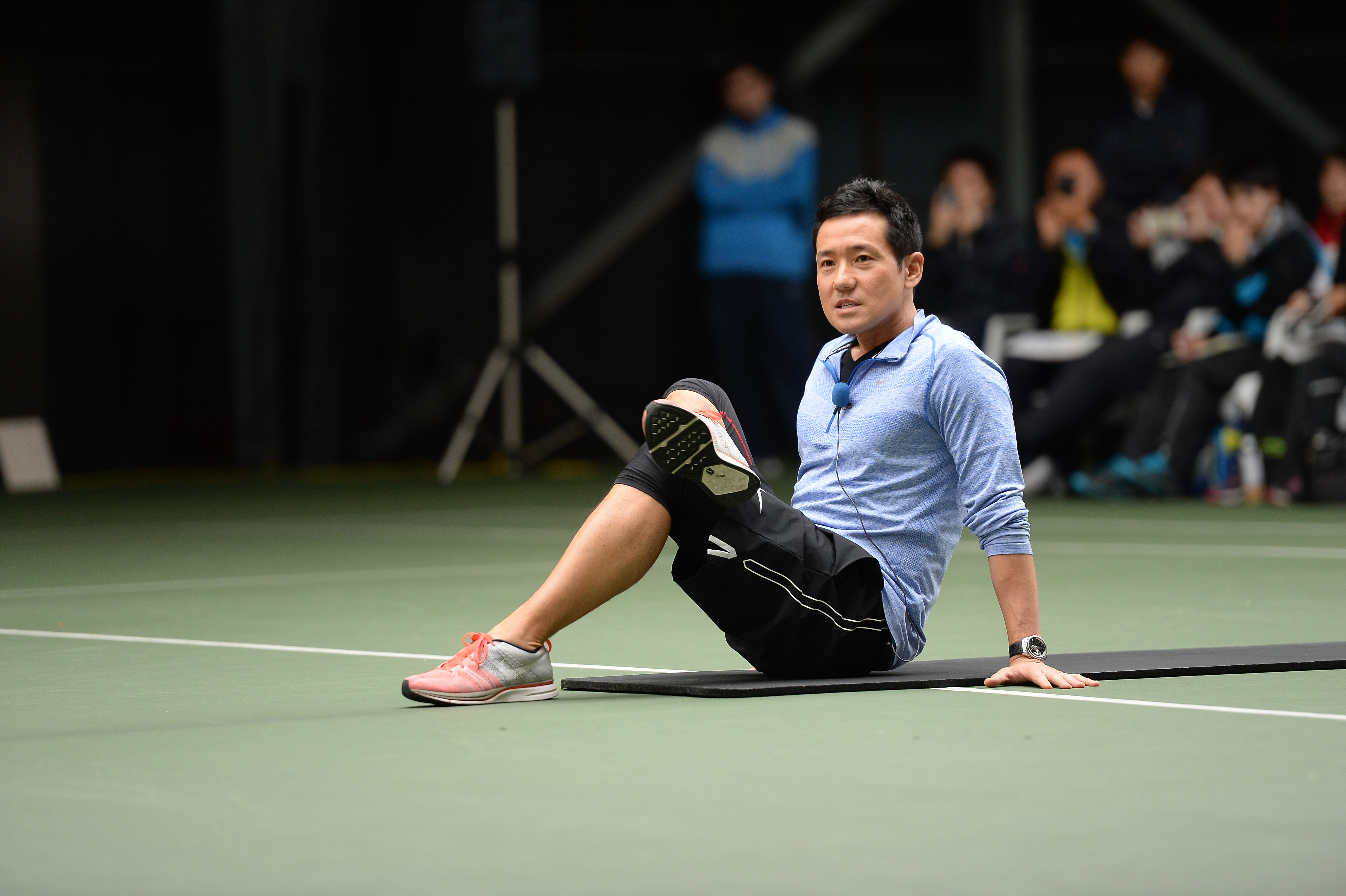
中村豊

中村 豊（なかむら ゆたか、1972年〈昭和47年〉6月18日 - ）は、日本のフィジカルトレーナー。トレーニング、栄養、リカバリーという身体を作る三大要素を軸にアスリートマネジメントを行うフィジカルプロジェクトを提唱。運動から体調管理、ひいてはモチベーションも含めた心技体の健康をテーマに掲げ、アスリートのマネージングをしている。米国（フロリダ州）を拠点に、世界中へ幅広いネットワークを持つ。
初の日本人指導者としてグランドスラムシングルス優勝者（マリア・シャラポワ、2012年）に貢献。
- マリア・シャラポワ / 全仏オープン2012年
- マリア・シャラポワ / 全仏オープン2014年
- 大坂なおみ / 全米オープン2020年
- 大坂なおみ / 全豪オープン2021年

## 来歴・人物
東京都町田市出身。小学生から町田玉川少年野球で野球を始める。中学生からテニスを始め、桐光学園高等学校へ進学しテニス部に入部。同時期に湘南スポーツセンター（SSC)へ所属した。
高校卒業後に松岡修造等を輩出したパーマーアカデミー（現サドルブルック）へテニス留学。アルバロ・ベッタンコ、トミー・トンプソン、櫻井準人などから指導を受ける。同アカデミー卒業後、カリフォルニアの チャップマン大学 へ入学。カレッジプレイヤーとしてテニス競技を続けながら、運動生理学・スポーツサイエンスを学ぶ。アメリカン・フットボール、ベースボールチームの学生トレーナーとしても活動。同大学卒業後、NSCA／全米ストレングス＆コンディショニング協会の会員、CSCS／ストレングス＆コンディショニングスペシャリストの資格を所得。現在はEXOSのXPCの資格を持つ。
1998年、サドルブルックハリー・ホップマン・テニスアカデミーのトレーナー（PERFORMANCE COORDINATOR）に就任。アルバロ・ベッタンコとジュニア育成プログラムを遂行、プロプレイヤーのフィットネスを担う。2000年、ジェニファー・カプリアティの専任トレーナーとしてグランドスラム、フェドカップを含むツアーに帯同。
2004年、盛田正明テニスファウンド（MMTF）のフィジカル・トレーナーとして当時14歳の錦織圭の指導に携わる。米沢徹コーチと将来の錦織圭のブループリントを築き上げる。
2005年、ニック・ボロテリーの勧誘を受け、IMGアカデミーのトレーニングディレクターに就任。フィジカルトレーニングのヘッド（総括）としてフルタイムのプログラミング、IMG ELITE（IMG契約選手）・プロ選手マリア・シャラポワ、マリー・ピエルス、トミー・ハース、錦織圭を担当する。
2010年、オーストラリアのテニス協会（テニスオーストラリア）トレーナーに就任。バーナード・トミックのツアーに帯同。また、オーストラリアデビスカップチームの一員、コンサルタントを勤めた。
2011年11月、マリア・シャラポワの専任フィジカルトレーナーに就任。2018年までの7年間、彼女のキャリアをサポートしていた。全仏オープン2回優勝（2012年、2014年）、世界ナンバーワンへ返り咲いた。
2014年、米国女子ゴルフLPGA、ジェシカ・コルダのフィジカルプロジェクトをスタート。
2015年、第29回TTCテニス指導者のためのスポーツ科学セミナーとして「TennisAthlete～テニスのアスリート化～」をテーマに全国ツアーを実施。このセミナーは文部科学大臣認定事業であり、日本体育協会・日本テニス協会・日本プロテニス協会公認の指導者講習会に位置づけられている。
2016年から2019年まで盛田正明テニスファンド・Morita Masaaki Tennis Foundation/MMTF の顧問から同ファンドの選手育成、望月慎太郎に携わっていた。
2018年から2020年中旬まで米国フロリダ州のIMGアカデミー・テニスアカデミーのヘッド、ストレングス＆コンディショニング部門の総括を務め、同アカデミーのプログラミングからエリート・プロ選手の指導、指導者育成に取り組んでいた。
2020年、6月から大坂なおみ選手の専属のトレーナー（ストレングス＆コンディショニング）としてツアーに帯同している。同年9月に全米オープン優勝を果たし、大坂は3度目のグランドスラムの栄冠を手にした。
2021年、2月大坂なおみ選手は全豪オープン2回目の優勝を果たし、通算4度目のグランドスラムの栄冠を手にした。中村はチームなおみの一員として２度目のグランドスラム獲得に貢献した。